# 八神社
八神社（はちじんじゃ）は、京都市左京区銀閣寺町にある神社。かつては慈照寺の鎮守社であった。

## 歴史
詳しい創建年代は不明だが、大同年間（806年 - 810年）とも延喜年間（901年 - 923年）とも伝えられている。
平安時代には境内地の南にあった浄土寺（現・浄土院）の鎮守社として栄え、八所大明神や十禅師社、樹下社とも呼ばれていた。
応仁の乱で浄土寺は大きな被害を受けると、文明14年（1482年）に足利義政によって相国寺の西に移転させられた。そして、その跡地には義政によって東山山荘が造られたが、山荘が寺院化されて慈照寺となると、当社はその鎮守社となった。

## 祭神
- 主祭神 - 天御中主神、高皇産霊神、神皇産霊神、足皇産霊神、生皇産霊神、御鐉津神、大宮乃売神、事代主神
- 相殿神 - 豊斟渟尊

## 境内
- 本殿
- 中門
- 拝殿
- 樹下稲荷社 - 祭神：稲倉魂命
- 雨社 - 祭神：高龗神
- 社務所

## 祭事
- 春季例祭・4月24日
- 秋季例祭・10月24日